# Мартенска конституция (Австрия)
Мартенската конституция е закон за политическото устройство на Австрийската империя от 1849 година. Издадена от император Франц Йосиф непосредствено след потушаването на революцията във Виена и в разгара на войната с въстаналите унгарци, тя обещава частично либерализиране на управлението, което никога не е приложено на практика. Отменена е с указ на императора в края на 1851 година.
Сред съвременниците и в историографията Мартенската конституция е известна като „Октроираната“ (т.е. „наложената“) конституция (на немски: Oktroyierte Märzverfassung), тъй като императорът я издава без да изчака решението на Райхстага, избран по време на революцията.

## Контекст и съдържание
В началото на март 1849 година заседаващият в град Кремзир (днешен Кромержиж) Райхстаг привършва подготовката за издаване на нова конституция. След дебати, проточили се с месеци, депутатите постигат компромис за разпределение на прерогативите на централната и провинциалната власт. Конституционният проект натоварва бъдещите правителства на империята с отговорност пред народните депутати и ограничава правото на императора да блокира гласуваните от тях закони. Това кара министър-председателя Феликс Шварценберг, който радее за силна централна власт, да се намеси изпреварващо. На 7 март с императорски указ Кремзирският парламент е разпуснат. В същото време е публикувана конституция на империята (с дата от 4 март), която отговаря на вижданията на Франц Йосиф и неговите министри.
С Октроираната конституция Австрия е обявена за единна и неделима монархия, в която изпълнителната власт е обвързана единствено с доверието на монарха, а той разполага с право на вето върху законодателството. Трансилвания и хърватските земи са поставени под пряката власт на Хабсбургите, унгарското самоуправление е ограничено съществено, докато автономията на останалите народности в империята е призната на хартия.
Едновременно с конституцията, Франц Йосиф издава указ („патент“), с който потвърждава отмяната на крепостната зависимост на селяните и обещава компенсация за земевладелците.

## Приложение и отмяна
Конституцията от 4 март 1849 година обезсилва законите, гарантиращи самостоятелност на Унгария. Това, наред със зачеркването на унгарските териториални претенции към Хърватия и Трансилвания, получава пряк отговор с декларацията за независимост на Унгария от 14 април, и с ожесточаване на войната там.
В условията на военно положение, много малко от постановките на Октроираната конституция са приложени на практика. Общините са преустроени през 1849 година, а на следващата е въведена нова наказателно-процесуална наредба. През 1851 година е създаден предвиденият от конституцията съвещателен орган – Райхсрат, но парламент не е свикан, нито е приет избирателен закон. Вместо обещаната национална автономия, народностите, помогнали на Хабсбургската монархия да се справи с Унгарската революция, получават централизирана немска администрация. С потушаването на революцията и заздравяването на вътрешно– и външнополитическото положение на империята, Франц Йосиф вече се чувства достатъчно силен, за да отмени конституцията. Това става с указ на императора на 31 декември 1851 година.